# Wielka Mysa
Wielka Mysa (biał. Вялікая Мыса; ros. Великая Мыса) − wieś na Białorusi, w obwodzie grodzieńskim, w rejonie smorgońskim, w sielsowiecie Zalesie.

## Historia
W czasach zaborów wieś, zaścianek i folwark w okręgu wiejskim Myssa, w gminie Krewo, w powiecie oszmiańskim, w guberni wileńskiej Imperium Rosyjskiego. W 1866 należały do Bukatych. W folwarku była gorzelnia, fabryka oleju terpentynowego, dziegciu i duży młyn wodny. W 1905 roku wieś liczyła 256 mieszkańców, 254 dziesięcin; zaścianek liczył 11 mieszkańców, 8 dziesięcin (należał do Jakubinowicza); folwark liczył 82 mieszkańców, 173 dziesięcin, należał do Bukatych.
W latach 1921–1945 wieś, majątek i osada leżały w Polsce, w województwie wileńskim, w powiecie oszmiańskim, w gminie Krewo.
W 1931:
- wieś w 48 domach zamieszkiwało 274 osób[3].
- osadę w 26 domach zamieszkiwały 152 osoby[3].
- majątek w 5 domach zamieszkiwało 75 osób[3].

Wierni należeli do parafii rzymskokatolickiej i prawosławnej w Krewie. Miejscowość podlegała pod Sąd Grodzki w Smorgoniach i Okręgowy w Wilnie; właściwy urząd pocztowy mieścił się w Krewie.
Po II wojnie światowej w granicach Związku Sowieckiego. Od 1991 w niepodległej Białorusi.